# David Turnbull
David Turnbull (Wishaw, Escocia, 10 de julio de 1999) es un futbolista profesional británico que juega como centrocampista y milita en el Cardiff City F. C. de la League One. 

## Selección nacional
El 19 de mayo de 2021 fue convocado por primera vez a la selección absoluta de Escocia para disputar la Eurocopa 2020. El 2 de junio debutó en un amistoso ante Países Bajos que finalizó en empate a dos.

## Estadísticas

### Clubes
Actualizado al último partido disputado el 3 de mayo de 2025.
| Club                     | Div.          | Temporada     | Liga  | Liga  | Copas nacionales | Copas nacionales | Copas internacionales | Copas internacionales | Total | Total |
| Club                     | Div.          | Temporada     | Part. | Goles | Part.            | Goles            | Part.                 | Goles                 | Part. | Goles |
| ------------------------ | ------------- | ------------- | ----- | ----- | ---------------- | ---------------- | --------------------- | --------------------- | ----- | ----- |
| Motherwell F. C. Escocia | 1.ª           | 2017-18       | 2     | 0     | 1                | 0                | ―                     | ―                     | 3     | 0     |
| Motherwell F. C. Escocia | 1.ª           | 2018-19       | 30    | 15    | 1                | 0                | —                     | —                     | 31    | 15    |
| Motherwell F. C. Escocia | 1.ª           | 2019-20       | 2     | 0     | —                | —                | —                     | —                     | 2     | 0     |
| Celtic F. C. Escocia     | 1.ª           | 2019-20       | —     | —     | 1                | 0                | ―                     | ―                     | 1     | 0     |
| Motherwell F. C. Escocia | 1.ª           | 2020-21       | 5     | 1     | —                | —                | —                     | —                     | 5     | 1     |
| Motherwell F. C. Escocia | Total club    | Total club    | 39    | 16    | 2                | 0                | 0                     | 0                     | 41    | 16    |
| Celtic F. C. Escocia     | 1.ª           | 2020-21       | 31    | 8     | 2                | 0                | 1                     | 1                     | 34    | 9     |
| Celtic F. C. Escocia     | 1.ª           | 2021-22       | 25    | 6     | 5                | 1                | 12                    | 3                     | 42    | 10    |
| Celtic F. C. Escocia     | 1.ª           | 2022-23       | 28    | 4     | 5                | 1                | 5                     | 0                     | 38    | 5     |
| Celtic F. C. Escocia     | 1.ª           | 2023-24       | 16    | 7     | 1                | 0                | 2                     | 0                     | 19    | 7     |
| Celtic F. C. Escocia     | Total club    | Total club    | 100   | 25    | 14               | 2                | 20                    | 4                     | 134   | 31    |
| Cardiff City F. C. Gales | 2.ª           | 2023-24       | 17    | 0     | ―                | ―                | ―                     | ―                     | 17    | 0     |
| Cardiff City F. C. Gales | 2.ª           | 2024-25       | 19    | 1     | 0                | 0                | ―                     | ―                     | 19    | 1     |
| Cardiff City F. C. Gales | Total club    | Total club    | 36    | 1     | 0                | 0                | 0                     | 0                     | 36    | 1     |
| Total carrera            | Total carrera | Total carrera | 175   | 42    | 16               | 2                | 20                    | 4                     | 211   | 48    |

## Palmarés

### Títulos nacionales
| Título                     | Club         | País    | Año  |
| -------------------------- | ------------ | ------- | ---- |
| Copa de Escocia            | Celtic F. C. | Escocia | 2020 |
| Copa de la Liga de Escocia | Celtic F. C. | Escocia | 2022 |
| Scottish Premiership       | Celtic F. C. | Escocia | 2022 |
| Copa de la Liga de Escocia | Celtic F. C. | Escocia | 2023 |
| Scottish Premiership       | Celtic F. C. | Escocia | 2023 |
| Copa de Escocia            | Celtic F. C. | Escocia | 2023 |